# Ana Maria Rico
Ana María Rico Rodríguez (Bogotá, Colombia, 11 de junio de 2002), es una ciclista colombiana que compite en BMX Juvenil. Bicampeona nacional y Tricampeona distrital.

## Biografía
Practica bicicrós desde 2012. Su primer Mundial de BMX fue en Holanda (2014) y ha participado en 4 mundiales. En el de Azerbaiyán (2018) quedó como octava del mundo. Ha sido dos veces consecutivas campeona nacional, tres veces consecutivas campeona distrital y fue campeona latinoamericana en el 2016. En 2019 fue subcampeona nacional y Selección Bogotá para Juegos Nacionales.

## Palmarés Deportivo
- Bicampeona Nacional Categoría Damas y Crucero (2017, 2018)

2018
- Mundial de BMX Bakú, Azerbaiján
  - 8.ª Categoría Crucero[2][3]
- Campeonato Panamericano
  -  Categoría Crucero[4]

2019
- Gran Distrital
- Campeonato Nacional
  -  Categoría Junior Damas[5]
- Sudamericano Brasil
  - 6.ª Categoría Junior Damas[6]